# 牛頓撞擊坑 (火星)
牛頓撞擊坑（英語：Newton）是在火星上的一個直徑約300公里的巨大撞擊坑，該撞擊坑位於火星赤道南方受到大量隕石撞擊的薩瑞南高地（Terra Sirenum）上。
形成牛頓撞擊坑的撞擊可能發生在30億年之前。在撞擊坑內的底部還有一些小的撞擊坑，尤其值得注意的是一些溝渠，被認為是表明過去曾經有液態水流動的痕跡。許多小通道存在於這個區域，它們是液態水存在的進一步證據。
該撞擊坑於1973年被命名，以推崇知名的科學家艾萨克·牛顿爵士。

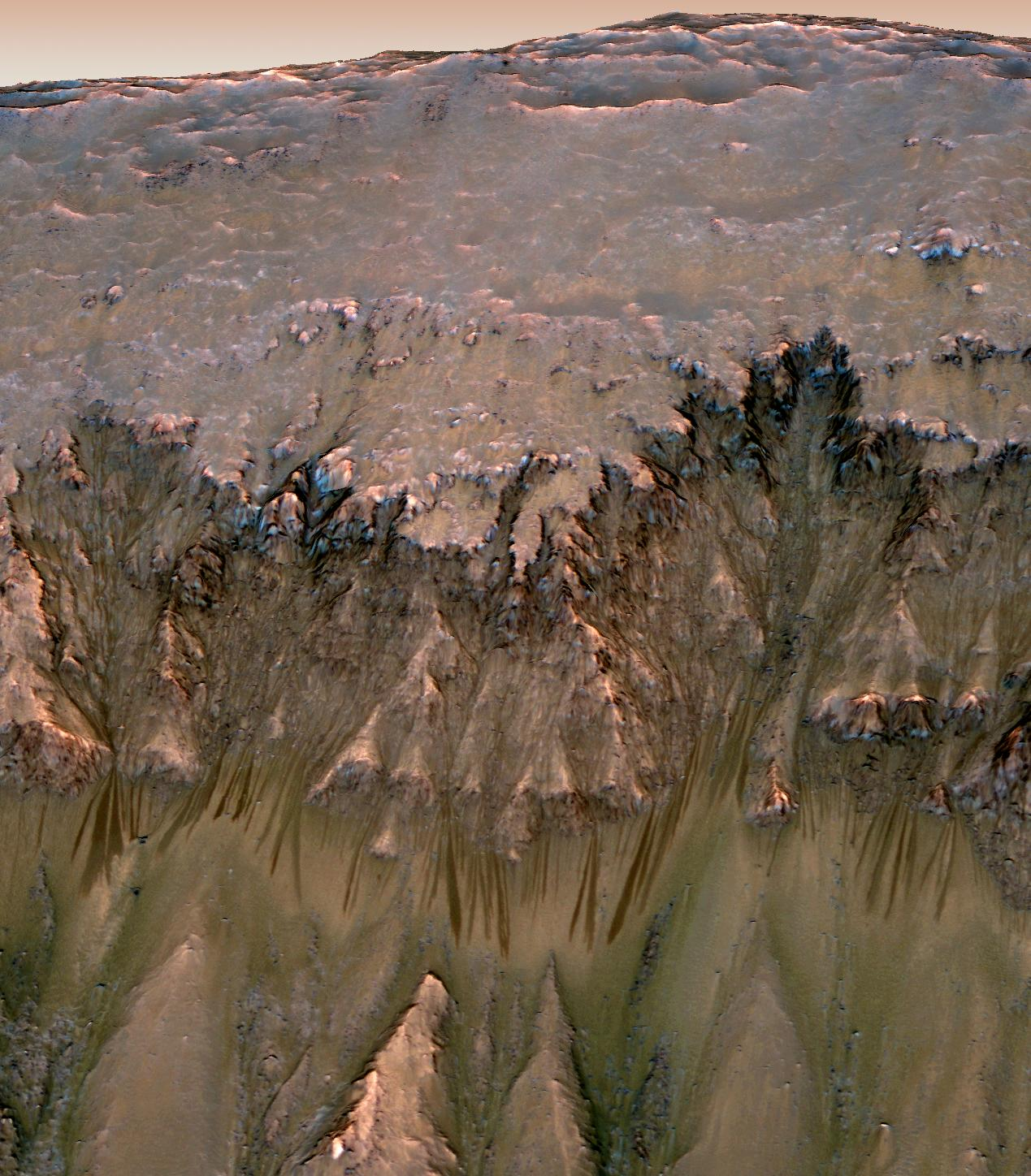
在牛頓撞擊坑的側視圖裡顯示向陽坡上季節性的流動。

2011年 NASA 宣布火星侦察轨道器拍攝的影像中，在牛頓撞擊坑和霍羅威茨撞擊坑等區域發現了在火星向陽坡上可能是水流動的地形。

## 圖片集

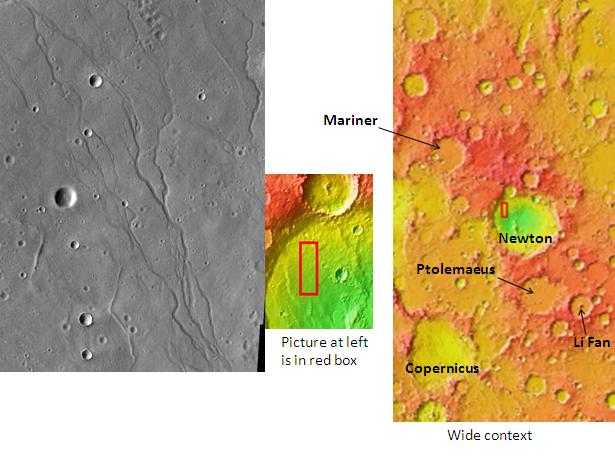
THEMIS觀察到在牛頓撞擊坑底部的管道。點擊圖片可以查看與牛頓撞擊坑鄰近撞擊坑的關係。
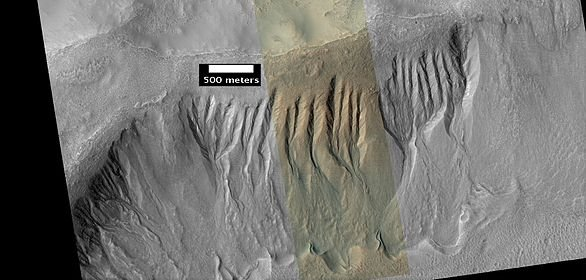
牛頓撞擊坑附近的山溝，由 HiRISE 的 HiWish计划拍攝。